# Пандемія
Пандемі́я (також рідше панде́мія; від грец. παν «пан» — увесь + грец. δήμος «демос» — народ) — найвища інтенсивність розвитку епідемічного процесу, що характеризується прогресуючим поширенням інфекційного захворювання з надзвичайно високим рівнем ураження населення на значних територіях материків або всієї Землі.
Упродовж історії людства було кілька пандемій таких захворювань, як натуральна віспа. Чорна смерть, спричинена збудником чуми, призвела до загибелі близько половини населення Європи в XIV столітті. Термін «пандемія» тоді ще не використовувався, але був застосований до пізніших, включаючи пандемію грипу А H1N1 1918 року, більш відомої як іспанка, яка є ймовірно найбільш смертоносною пандемією в історії. До останніх пандемій належать поширення ВІЛ/СНІДу, пандемія грипу 2009 року та пандемія коронавірусної хвороби 2019. Майже всі ці хвороби досі циркулюють серед людей, хоча їхній вплив зараз часто набагато менший.
У відповідь на пандемію коронавірусної 2019 194 країни-члени Всесвітньої організації охорони здоров'я розпочали переговори щодо Міжнародного договору про запобігання пандемії, готовність до них та реагування з вимогою представити проєкт цього договору на 77-й сесії Всесвітньої асамблеї охорони здоров'я під час її з'їзду 2024 року. 6 травня 2024 року Білий дім оприлюднив офіційну політику щодо більш безпечного управління медичними дослідницькими проєктами, пов'язаними з тими потенційно небезпечними патогенами, зокрема вірусами та бактеріями, які можуть становити загрозу виникнення пандемії.

## Відомі епідемії та пандемії в історії людства
Є кілька епідемій, котрі згадуються насамперед з погляду розголосу, кількості загиблих, економічних збитків й дотягують до рівня пандемії, а саме:
- Афінська моровиця 430 р. до н. е.. Невідома хвороба вбила чверть афінського війська і чверть населення міста протягом чотирьох років. Це захворювання послабило домінування Афін, але її вірулентність завадила широкому поширенню. Точна причина захворювання достеменно невідома протягом багатьох років. Можливо це був черевний тиф[17], хоча стосовно цього по цей час існують багато сумнівів.

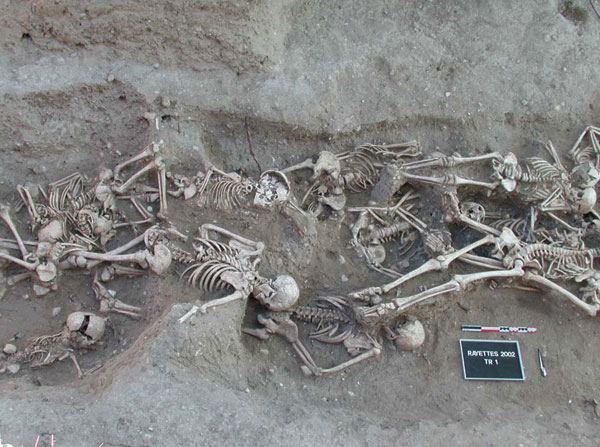
Жертви бубонної чуми 1720–1721 у братській могилі у Мартигі, Франція

- Чума Антоніна, 165—180. Можливо, це була натуральна віспа, перенесена до італійського півострова солдатами, які поверталися з країн Близького Сходу. Вона вбила чверть інфікованих — число жертв сягнуло близько п'яти мільйонів[18].
- Чума Кипріяна — пандемія невідомої хвороби, яка прокотилася Римською імперією у 249—262 роках. У розпал її, як стверджується, в Римі помирало 5000 людей щодня.
- Чума Юстиніана, з 541 до 750, була першою зареєстрованою пандемією чуми. Вона можливо зародилася в Єгипті і досягла Константинополя навесні наступного року, вбиваючи (за записами візантійського літописця Прокопія Кесарійського) 10 000 людей у день у самому розпалі, і, можливо, 40 % жителів міста. Чума знищила від чверті до половини тодішнього людського населення відомого світу[19][20]. Це викликало скорочення населення Європи на 50 % між 550 і 700 роками[21].
- Чорна смерть, пандемія чуми XIV століття. Загальне число смертей у всьому світі оцінюється в 75 млн[22]. Через вісімсот років після останнього спалаху чума повернулася в Європу. Почавшися в Азії, хвороба досягла Середземномор'я і Західної Європи в 1348 році (можливо, з італійськими купцями, які тікали від бойових дій в Криму), і вбила від 20 до 30 мільйонів європейців за шість років[23]; третину від загальної чисельності населення[24], і до половини, в більш постраждалих містах[25].

З того часу низка європейських епідемій чуми виникали час від часу аж до XVIII століття. Протягом цього періоду, відбулося понад 100 епідемій чуми по всій Європі. В Англії, наприклад, епідемії тривали як дво-п'ятирічний цикл з 1361 по 1480 роки. До 1370 року, населення Англії скоротилося вдвічі. Велика Лондонська чума в 1665—1666 роках була останнім великим спалахом чуми в Англії. Від хвороби загинуло близько 100 000 людей — тобто 20 % населення Лондона.
- Пандемія грипу 1510 року — одна з перших описаних грипозних пандемій.
- Пандемія грипу 1557 року, при якій грип вперше поширився Азією, Європою, Африкою та Америкою.
- Третя пандемія чуми в Китаї розпочалася в середині XIX століття, поширюючись усіма населеними континентами — загинуло 10 мільйонів людей в одній тільки Індії[31] Під час цієї пандемії, у Сполучених Штатах виявлено перший випадок чуми в 1900 році у Сан-Франциско[32]. У XXI столітті окремі випадки чуми, як і раніше, інколи виявляють у західній частині США[33].

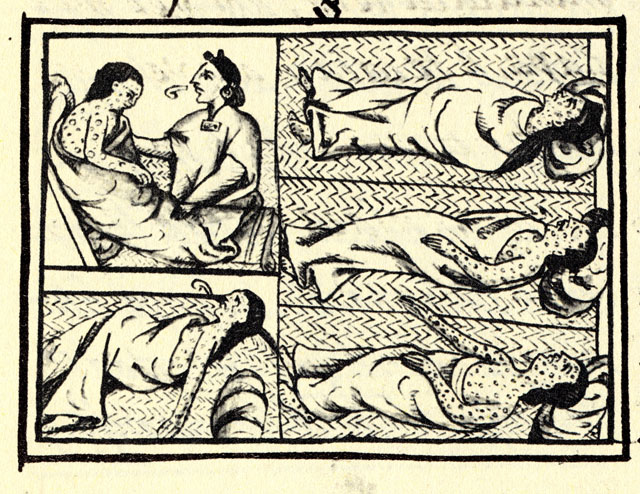
Ацтеки, які помирають від натуральної віспи, Флорентійський кодекс (упорядковано 1540—1585)

Великою проблемою людства починаючи з початку XIX століття стала холера, яка спричинила з того часу 7 пандемій, остання з яких імовірно не завершилась з 1961 року.
- Перша холерна пандемія
- Друга холерна пандемія
- Третя холерна пандемія
- Четверта холерна пандемія
- П'ята холерна пандемія
- Шоста холерна пандемія
- Сьома холерна пандемія

Зустрічі європейців з населенням різних територій світу часто призводять до розвитку тяжких епідемій. Хвороби вбили більшу частину корінного населення Канарських островів у XVI столітті (Гуанчі). Половина корінного населення Гаїті в 1518 році вмерла від натуральної віспи. Вона також розорила Мексику в 1520-і роки, убивши 150 000 у Теночтітлані, в тому числі імператора, і Перу в 1530 році, допомагаючи європейським завойовникам. Від кору загинуло ще два мільйони мексиканських індіанців у XVII столітті. У 1618—1619 роках, натуральна віспа знищила 90 % корінних американців Массачусетсу. У 1770-х роках від натуральної віспи загинуло щонайменше 30 % тихоокеанських корінних американців. Епідемії натуральної віспи в 1780—1782 та 1837—1838 роках принесли руйнування і різку депопуляцію серед рівнинних індіанців. Деякі науковці вважають, що смерть до 95 % американських індіанців у Новому світі спричинили такі захворювання Старого Світу, як натуральна віспа, кір, грип тощо. Упродовж століть, у європейців виробився імунітет високого ступеня захисту від цих захворювань, у той час, як корінні народи не мали такого імунітету.
Упродовж XII—XIX століть у світі виникали численні пандемії грипу. У 1918 році під час першої світової війни виникла ймовірно найбільша за кількістю смертей пандемія іспанського грипу, яка упродовж 18 місяців забрала життя, за різними даними, від 50 до 100 млн людей у світі.

### Пандемії в історії людства
| поч. | закін.                                                                                               | назва                                                                                   | хвороба                                       | місце                                                                      | померло |
| ---- | --- | --------------------------------------------------------------------------------------- | --------------------------------------------- | -------------------------------------------------------------------------- | --- |
| 165  | 180                                                                                                  | Чума Антоніна                                                                           | достеменно невідомо, можливо натуральна віспа | Римська імперія, Близький Схід                                             | невідомо, не менше 5 млн |
| 540  | 700                                                                                                  | Чума Юстиніана / 1-а пандемія чуми                                                      | чума                                          | Північна Африка, Європа, Центральна Азія, Близький Схід                    | близько 100 млн |
| 1334 | 1353                                                                                                 | Чорна смерть / 2-а пандемія чуми                                                        | чума                                          | майже вся Євразія                                                          | бл. 80 млн |
| 1817 | 1824                                                                                                 | Перша холерна пандемія                                                                  | холера                                        | Південно-Східна Азія, Індія, Близький Схід, Східна Африка, Південна Європа | бл. 1 млн |
| 1826 | 1837 (може аж до 1851 року)                                                                          | Друга холерна пандемія                                                                  | холера                                        | Південно-Східна Азія, Індія, Європа, Північна Америка, Японія, Китай       | бл. 2 млн |
| 1846 | 1860 (може 1837—1863 рр.)                                                                            | Третя холерна пандемія                                                                  | холера                                        | Азія, Європа, Північна і Південна Америка, Африка                          | бл. 10 млн |
| 1855 | 1921                                                                                                 | 3-я пандемія чуми (Портова смерть)                                                      | чума                                          | Східна Азія, узбережжя Індійського океану, обидві Америки, Австралія       | 20 млн |
| 1863 | 1875                                                                                                 | Четверта холерна пандемія                                                               | холера                                        | Азія, Європа, Північна і Південна Америка, Африка                          | бл. 2 млн |
| 1881 | 1896                                                                                                 | П'ята холерна пандемія                                                                  | холера                                        | Земля                                                                      | бл. 1 млн |
| 1899 | 1923                                                                                                 | Шоста холерна пандемія                                                                  | холера                                        | Земля                                                                      | бл. 1 млн |
| 1961 | 1975?, за іншими думками триває, тому що продовжуються спалахи, які спричинює вібріон Ель-Тор        | Сьома холерна пандемія                                                                  | холера                                        | Азія, Африка                                                               | бл. 2 млн |
| 1918 | 1919                                                                                                 | Іспанка                                                                                 | грип                                          | Земля                                                                      | 50—80 млн |
| 1956 | 1958                                                                                                 | Азійський грип                                                                          | грип                                          | Земля                                                                      | 1—4 млн |
| 1968 | 1972                                                                                                 | Гонконзький грип                                                                        | грип                                          | Земля                                                                      | 1 млн |
| 1978 | 1979                                                                                                 | Епідемія грипу в СРСР у 1978—1979 роках, відома як «Радянський грип», ймовірно пандемія | грип                                          | початок в СРСР і Китаї, потім поширення по світу                           | 700 тисяч |
| 1981 | 1975?, триває                                                                                        | пандемія ВІЛ-інфекції                                                                   | ВІЛ-інфекція                                  | Земля (особливо континент Африка)                                          | 35 млн |
| 2009 | 2010                                                                                                 | Пандемія «свинячого» грипу                                                              | свинячий грип                                 | весь світ                                                                  | 18 500 осіб, в яких діагноз було лабораторно підтверджено; за припущенням з використанням математичного моделювання — від 151 700 до 575 400 осіб |
| 2019 | триває. За час пандемії по світу захворіло 687,69 млн людей. Понад 6,8 млн померли. Одужали 660 млн. | Пандемія коронавірусної хвороби 2019                                                    | коронавірусна хвороба 2019 (COVID-19)         | весь світ                                                                  | 6 443 306 осіб |

## Економічні наслідки
У 2016 році комісія з розробки Глобальної системи оцінки ризиків для здоров'я на майбутнє підрахувала, що пандемічні захворювання коштуватимуть світовій економіці понад 6 трильйонів доларів у XXI столітті — понад 60 мільярдів доларів на рік. У тому ж звіті рекомендовано витрачати 4,5 мільярда доларів щорічно на глобальні можливості запобігання та реагування для зменшення загрози пандемічних подій, і ця цифра була збільшена Групою Світового банку до 13 мільярдів доларів у звіті за 2019 рік. Було запропоновано, щоб такі витрати оплачувалися з податку на авіацію, а не з, наприклад, податку на прибуток, з огляду на вирішальну роль повітряного транспорту в перетворенні локальних епідемій на пандемії (це єдиний фактор, який враховується в сучасних моделях передачі хвороб на великі відстані).
Очікувалосяся, що пандемія COVID-19 матиме глибокий негативний вплив на світову економіку, можливо, на довгі роки, зі значним падінням ВВП, що супроводжуватиметься зростанням безробіття у всьому світі. Сповільнення економічної активності на початку пандемії COVID-19 мало значний вплив на викиди забруднюючих речовин і парникових газів. Аналіз кернів льоду, взятих у швейцарських Альпах, виявив зменшення забруднення атмосфери свинцем протягом чотирирічного періоду, що відповідає рокам 1349—1353 рокам (коли "Чорна смерть" спустошила Європу), що свідчить про скорочення видобутку корисних копалин та економічної активності в цілому.

## Пандемії в реальності та вигадці
- «Декамерон», твір італійського письменника Джованні Боккаччо XIV століття, близько 1353 року
- «Чума» — роман французького письменника Альбера Камю, опублікований у 1947 році.
- Ensaio sobre a cegueira («Нарис про сліпоту», 1995) — роман португальського письменника Жозе Сарамагу про дивну пандемію сліпоти, яка заразна, коли хтось бачить (навіть здалеку) сліпу людину.

### Холера в реальності та фантастиці
- Смерть російського композитора Петра Ілліча Чайковського традиційно приписують холері, швидше за все, заразившись через вживання зараженої води кількома днями раніше,[54] «оскільки вода не була кип'ятена і холера атакувала Санкт-Петербург, така теорія дуже ймовірна…»[55] Мати Чайковського справді померла від холери[56] а його батько захворів на холеру, але одужав.[57] Однак деякі вчені, такі як англійський музикознавець і фахівець з Чайковського Девід Браун і біограф Ентоні Холден, припускають, що його смерть була самогубством.[58]
- Після землетрусу 2010 року на Гаїті стався спалах холери, локалізований на місцевій базі ООН. Це був найгірший спалах холери в новітній історії, а також найкраще задокументований спалах холери в сучасній системі охорони здоров'я.

Інші знаменитості, які, ймовірно, померли від холери:
- Саді Карно, фізик, засновник термодинаміки (пом. 1832)[59]
- Карл X, король Франції (пом. 1836)[60]
- Джеймс Нокс Полк, одинадцятий президент Сполучених Штатів (пом. 1849)[61]
- Карл фон Клаузевіц, прусський полководець і німецькомовний військовий теоретик (пом. 1831)[62]
- Епідемія холери в Європі 1834 року є тлом роману Жана Жіоно «Гусар над людиною», дія якого відбувається у французькому регіоні Прованс.
- Епідемія 1947 року в Єгипті є фоном для фільму Юсефа Шахіне «Шостий день» (шостий день хвороби вирішує порятунок або смерть) з Далідою в головній ролі.